# アイモバイル
株式会社アイモバイル（英: i-mobile Co.,Ltd.）は、日本のインターネットIT企業。ふるさと納税支援サイト『ふるなび』の運営事業とアドネットワーク事業及びアプリ運営事業を中心に行っている。

## 概要
ネット専業広告会社アドデジタル社の営業部長だった田中俊彦が、元日本IBMのエンジニアで当時はアーサー・D・リトル・ジャパンに在職していた野口哲也とともに2007年8月に東京都目黒区に起業した。
その後、2007年9月にはモバイルアドネットワークサービス『i-mobile』をリリース。その後2011年1月にPCアドネットワークサービス『i-mobile for PC』を、同年5月にスマートフォンアドネットワークサービス『i-mobile for SP』をリリースし、業界での地位を確立する。スマートフォン向けの国産アドネットワークとしては、株式会社ファンコミュニケーションズのスマートフォン向けアドネットワーク「nend」と業界トップ争いをするまでに成長した。さらに、2014年7月にはふるさと納税サイト『ふるなび』をオープンし、インターネットマーケティング会社として事業ポートフォリオを拡大し、2016年に東証マザーズに上場、2018年7月に東証一部へ市場変更。
ふるさと納税サイト「ふるなび」は、トップ4の一角を占めるまでに成長している。

## 沿革
- 2007年
  - 8月 - 東京都目黒区に設立
  - 9月 - モバイルアドネットワークサービス『i-mobile』をリリース
- 2011年  
  - 1月 - パソコン向けアドネットワークサービス『i-mobile for PC』をリリース
  - 5月 - スマートフォン向けアドネットワークサービス『i-mobile for SP』をリリース
- 2013年  
  - 3月 - 成果報酬型広告サービス『i-mobile for Affiliate』をリリース
  - 8月 - コンテンツ事業を開始
- 2014年 
  - 5月 - 大阪市北区に関西支社を設立
  - 6月 - 株式会社サイバーコンサルタントを連結子会社化
  - 7月 - ふるさと納税ポータルサイト『ふるなび』をオープン
- 2015年  
  - 3月 - 福岡市中央区に九州支社を設立
  - 7月 - 株式会社オープンキャリアを設立
  - 8月 - DSP事業に参入。株式会社Evoryを設立
  - 9月 - 動画広告サービス『maio』をリリース
- 2016年 
  - 7月 - ふるなび会員向けレストラン予約サービス「ふるなびグルメポイント」をリリース
  - 12月 - デジタルサイネージアドネットワークサービス『SCEEN』をリリース
- 2017年
  - 2月 - モバイルアプリの収益最大化支援マーケティングツール『LogBase』をリリース
  - 10月 - ふるなび会員向け宿泊予約サービス「ふるなびトラベル」をリリース
  - 11月 - デジタルマーケティング事業の株式会社Taggyの株式を取得し子会社化
- 2018年 
  - 1月 - ネットキャッチャー事業の株式会社ネッチの株式を取得し子会社化
  - 7月 - ふるなび会員向けポイントサービス「たまるモール」をリリース
- 2019年
  - 8月 - スマートフォン向けアプリの開発運営会社オーテ株式会社の株式を取得し子会社化
- 2021年
  - 10月 - 体重管理アプリ運営を行うSimple App Studio株式会社の株式を取得し、子会社化
  - 12月 - 産官学の協働で、社会課題の解決と地方創生を目指す、「ふるさと納税地方創生協働ラボ」を設立
- 2022年
  - 4月 - 東証プライム市場に移行

## 経営陣
- 代表取締役会長 田中 俊彦
- 代表取締役社長 野口 哲也
- 専務取締役 文田 康博
- 取締役 溝田 吉倫
- 筆頭社外取締役 田中 邦裕
- 社外取締役 嶋 聡
- 社外取締役（常勤監査等委員） 轟 幸夫
- 社外取締役（監査等委員） 石本 忠次
- 社外取締役（監査等委員） 髙木 明

## サービス
- ふるさと納税事業（ふるなび）
- ポイントサービス事業（たまるモール by ふるなび）
- レストランPR事業（ふるなびグルメポイント）
- キャラクター版権事業
- アドネットワーク事業（i-mobile Ad Network）
- アフィリエイト事業（i-mobile Affiliate）
- 動画広告配信プラットフォーム事業（maio） ※現在はアドネットワーク事業と統合
- デジタルサイネージアドネットワーク事業（SCEEN）　※現在はアドネットワーク事業と統合
- メディアソリューション事業
- アプリ運営事業（オーテ）
- 広告代理店事業（サイバーコンサルタント）
- 転職アプリ事業「Switch.」　※子会社の株式会社オープンキャリアが運営、現在は閉鎖